# Bruno Piccioni
Bruno Piccioni (Giulianova, 13 aprile 1945) è un allenatore di calcio ed ex calciatore italiano, di ruolo centrocampista.

## Carriera

### Giocatore

Piccioni nel 1966 al Messina

Inizia la carriera nel Giulianova, con cui gioca tre stagioni in Serie D, dal 1961 al 1964, raggiungendo come massimo risultato il quarto posto del Girone D nella stagione 1963-1964. Nella stagione 1964-1965 passa alla Sambenedettese, in Serie C. Con il club di San Benedetto del Tronto ottiene l'ottavo posto del girone C.
L'esperienza sulle rive del Tronto dura una sola stagione, poiché nel 1965 passa al Messina, che giocava in Serie B. Con il club dello Stretto gioca due anni tra i cadetti, ottenendo come miglior risultato il settimo posto nella stagione 1965-1966. Nel 1967 è ingaggiato dal Perugia, sempre tra i cadetti. Con i grifoni si salva tramite spareggi nella stagione 1967-1968 ed ottiene l'ottavo posto in quella seguente. Nella sua terza stagione con i perugini ottiene il decimo posto.
Nel 1970 passa al Genoa, appena retrocesso in terza serie. Con i rossoblù esordisce il 4 novembre 1970 nella vittoria casalinga per 3-1 contro l'Imperia. Con il sodalizio genovese vince il girone B della Serie C 1970-1971, ottenendo la promozione tra i cadetti, a cui seguirà nella stagione 1972-1973 la promozione in massima categoria, in virtù del primo posto ottenuto con quattro punti di vantaggio su Cesena e Foggia. Nel 1974 arriva l'esordio in Serie A, nel pareggio esterno a reti bianche contro la Fiorentina del 10 febbraio. Al termine della Serie A 1973-1974, dopo 4 presenze, retrocede tra i cadetti.
Nel 1974 passa al Teramo, in terza serie. Con i biancorossi abruzzesi gioca quattro stagioni in Serie C, due in Serie C1 ed una in Serie C2, terminando la carriera agonistica nel 1981. In carriera ha collezionato complessivamente 4 presenze in Serie A e 181 presenze e 9 reti in Serie B.

## Palmarès

### Giocatore

#### Competizioni nazionali
- Campionato italiano di Serie B: 1

Genoa: 1972-1973
- Campionato italiano Serie C: 1

Genoa: 1970-1971 (girone B)